# Bescherming Rechten Entertainment Industrie Nederland
La Bescherming Rechten Entertainment Industrie Nederland o  BREIN (in italiano: Protezione dei diritti dell'intrattenimento dei Paesi Bassi) è un'associazione commerciale che rappresenta le industrie discografiche e cinematografiche dei Paesi Bassi.
È simile alla MPAA o alla RIAA statunitensi.